# Мезоєвразія
Мезоєвра́зія, або Месоєвра́зія (лат. Mesoeurasia) — геокультурний регіон в Євразії, що включає територію між теперішньою Росією та традиційною Західною Європою і до якої входять теперішні країни європейської частини колишнього СРСР та країни колишнього соціалістичного табору (т. зв. «Центрально-Східна Європа», «Інтермаріум/Міжмор'я»), а також країни Закавказзя (Грузія, Вірменія, Азербайджан), Туреччина, Північний Кавказ, землі колишніх державних утворень Донського та Уральського козацтв, тюркського Ідель-Уралу та казахської Букеївської орди. З мезоєвразійським геокультурним колом цивілізацій також пропонується ідентифікувати й деякі бездержавні народи — росіян, кримських татар, караїмів, гагаузів, курдів, єзидів, євреїв-ашкеназів, ромів (циган), карелів, саамів та ін.
Вперше термін Мезоєвразія за аналогією до терміну Мезоамерика запропонований був у 2005 р. Олегом Гуцуляком під час дискусії про т. зв. Євразійську цивілізацію. Оскільки в останній домінуючою є ідея центризму «Русского міра», то на противагу цьому мезоєвразійська ідея висуває домінанту збереження ідентичності народів, що населяють відповідну територію і історична традиція яких на них не переривалася протягом століть..
Фактично, Мезоєвразія передбачає сукупність двох етно-цивілізаційних субконтинентів — «Інтермаріуму» («Вестеросу», на заході, вертикального — з півночі на південь, «з варяг у греки») та «Інтертерріуму» («Ессосу», на сході, горизонтального — із заходу на схід, «Дике Поле»). Кавказ є контактною зоною («Плексус») цих двох субконтинентів, що зв'язує дуже різні культури. Причому взаємний культурний обмін підтверджений як на підставі археологічних матеріалів (одяг і головні убори, похоронні обряди, зачіска, кухонне начиння), так і на основі знайдених лінгвістичних паралелей. Є також свідоцтва, що підтверджують походження козацтва в результаті взаємодії слов'ян, алан, тюркських та адигських племен. Мезоевразія знаходиться на фізичному і метафізичному рівні в прикордонному протистоянні Озверазії («Тартарії», «Мордору») — «внутрішній» («урки», «рашисти») і «зовнішній» («орки», Азіопа); географічно — Північній Євразії як культурно-політичному Монолітові (на південь від Мезоевразіі — «клаптикова ковдра» Південної Євразії).
Також Мезоевразія є зоною «перетину» («кон'юнкції») цінностей Європейського та Євразійського субконтиненту («європейської» і «євразійської» групи суперетносів). Механістичним буде виводити кордон між ними, наприклад, за ізотермами (січня) або за іншими фізико-географічними кордонами, бо європейська група суперетносів представлена в Америці, Австралії, на півдні Африки і з цього очевидно, що фізико-географічні умови тут мали далеко не найголовніше значення. Європейськість і євразійство відрізняються за наданням пріоритету індивідові (громадянину, особистості) або сукупності людей (держави, орди, класу): пріоритет людини над сукупністю — це європейська цінність, а пріоритет сукупності людей (держави) над людиною — євразійська цінність. Кордоном між цими групами суперетносів (субконтиненту) є розуміння фрази: «ти що, найрозумніший?». Але саме мезоевразійство передбачає цінність «Ти і ми — разом!».
Частина учасників геокультурного руху ідентаристів визначають мезоєвразійство як новітню форму руху прометеїзму та новий сарматизм.
Синоніми поняття «Мезоєвразія»: «Європейська (Внутрішня) Сарматія», «Мезогея», «Степова Еллада», «Передсвітанкові землі».

## Цитати
«… і побудувати новий лад на Сході Европи й Азії. Цей лад виключить можливість поневолювання одного народу другим, виключить і всякий імперіялізм, гарантуватиме повну волю розвитку кожного народу. Цей лад мусить бути побудований на системі незалежних держав кожної нації на своїй етнографічній території. Здійснити цей лад можна тільки в безпощадній боротьбі з імперіялістичними правлячими верхівками, тільки шляхом національної революції. … Поневолені народи Сходу виступили на шлях цієї священної боротьби…»
(Звернення 1-ї Конференції Поневолених Народів Сходу Европи й Азії, 23-26 листопада 1943 р. (опубл.: Україна проти Москви (Збірка статей). — Видання ЗЧ ОУН, 1955. — С. 170. — Бібліотека Українського підпільника, ч. 2))
«… Ми цю границю між Сходом і Заходом маємо в географічно неозначенім стані на своїй землі, і по нашому живому тілі відбувається весь час пересування цієї рухомої границі, то дальше на Схід, то дальше на Захід» (В'ячеслав Липинський. Листи до братів-хліборобів. — Київ-Філадельфія, 1995. — С.421)
«… Ми в пульсі і ритмі землі, в її космічному круговороті, і вигнати нас звідти нема поки що сили. Ми будемо, і тільки тоді, як ми саме будемо, почнеться нова ера культурного завершення цього моста між Європою та Азією» (Улас Самчук, «Морозів хутір», з трилогії «Ост», 1948, Цит.за: Костюк Г. Образотворець «времени лютого» // Українське слово: Хрестоматія української літератури та літературної критики ХХ ст. — К.: Рось, 1994. — Кн.2. — С.506).
«… Шанс України — не в заборольності, а якраз у рубіжності. Сотні років ми плачемо, що ми — чайка при битій дорозі. Прежалісна пісня і справді гарна… Але шанс України якраз у тому, що вона при битій дорозі. Що вона і Європа і Азія. Наша культура вбирала елементи з обох сторін світу. Було багато орієнтальних впливів і зв'язків… Трипілля і Іран. Візантійське защеплення теж було східнє. Шпенглер розглядає візантійську культуру як арабську. Слово о полку Ігоревім зв'язане не тільки з нормандськими сагами і піснею про Ролянда. Воно зв'язане з біблією і епосами Сходу. Злочин Росії не тільки в тому, що вона відірвала нас від Європи. Вона відірвала нас і від Сходу. Вона виховувала не тільки европофобство, а і зневагу до Сходу… Калмики нам теж потрібні. Це знав Хвильовий. Це відчувала Гриневичева… Судилося нам бути не тільки Європою, а і Азією. Судилося бути Україною… Тут приходить на допомогу наш традиціоналізм… Відкритий вітрам історії. Хай гудуть з Заходу і зі Сходу. Хай зустрічаються. В їх зустрічі, на битій дорозі існує Україна… Не провінція, а світ: Україна і світ. Не Европа і не Азія, але і Европа, і Азія. Отже, ще раз: Україна в світі. Не острів серед суходолів — припонтійських і тучних, але щось з того, — осередок двох материків…» (Шерех Ю. Пороги і запоріжжя: Література. Мистецтво. Ідеології. — Харків: Фоліо, 1998. — Т. 1. — С. 593—594).
«… сучасна проблема України виявляється не справою „малого“ народу на обмеженій та непевній території Придніпрянської Малоросії, а проблемою „великої нації“ — СФІНКСА ЄВРОПИ. Величезна північно-чорноморська просторінь Метрополії України від Карпатів по Кавказ простягається українськими осельчими раменами далеко на Азійський схід аж по Сірий і Зелений Клин», «… історія присудила статися нам спадкоємцем-власником безмежних просторів чорноморських євразійських степів, земель колишніх великих євразійських імперій чингізханів і тамерланів …»
(Тиміш Олесіюк. Соборна Україна.- К.: Укр. Видавнича Спілка, 2004. -С.9, 17) 
«… Але можливе ще і третє розуміння: Україна як центр напруги культурно-цивілізаційних устремлінь східноєвропейської Ойкумени, як „серединна земля“ Великого Євразійського Простору. Отже, третій шлях розвитку України — це імперський шлях… Український імперіалізм — це не стільки комбінації із суверенітетом України. Це насамперед — самовідчуття еліти і народних мас. Це претензія на духовну, а у віддаленій перспективі, не виключено, — політичну першість у співтоваристві Візантійської Ойкумени, у боротьбі с профанізмом „сучасного світу“
(Андрій Окара. „У пошуках імперської перспективи: Чи призначено Києву стати новим центром поствізантійської цивілізації?“// http://thule.primordial.org.ua/mesogaia/okara_imperia.htm)
»… Східнокарпатський регіон є західною, крайньою частиною Великого Євразійського Степу (Хінгано-Карпатського, довжиною біля 8000 км), який був ареною великих міграцій. Особливо давніх номадів Сходу. Наприкінці шляху їхніх західних переселень та військових вторгнень до Європи стояли Карпати. Вони відігравали роль «великої природної стіни» і водночас «воріт у Європу», де була побудована багатоешелонова система з «Довгих валів». Зокрема Римом і Болгарією, а потім поновленаранньодержавними утвореннями даного регіону… Через Східнокарпатський регіон проходили численні міграції також народів Європи — як із півночі, так і з півдня та заходу. Все це перетворювало тоді його на велику етнокультурну й етнополітичну контактну зону, яка в окремі кліматичні періоди характеризувалася значною густотою населення. У цю справді "благодатну землю"прагнули дійти й поселитися десятки давніх племен і народів з Європи та Азії. Окремі з них навіть зафіксовані історично в самих назвах Карпат, зокрема як гори Ріпейські, Певкінські, Бастарнські, Сарматські, Венедські, Угорські, Руські тощо. Загалом у Східнокарпатському регіоні давнє населення належало до чотирьох історико-географічних ареалів: Східносередземноморського, Центральноєвропейського, Східноєвропейського і Євразійського Степу. Все це наклало відбиток на історичну долю його населення…"
(Томенчук Б. П. Етнокультурні та етнополітичні процеси в Східнокарпатському регіоні в умовах глобальних природно-кліматичних змін у Європі (неоліт — пізнє середньовіччя) // Карпати: етнос, людина, цивілізація. — 2023. — № 9. — С. 224)